# アニリセ・フィッジ
アニリセ・フィッジ（Anilise Fitzi、1996年7月4日 - ）は、ニュージーランドの女子バレーボール選手。ポジションはミドルブロッカー。

## 来歴

### クラブチーム
ハミルトン出身。2016年、アメリカ合衆国のポルク州立大学へ進学。2018年、セントレオ大学へ編入。2019年のNCAA女子バレーボール選手権では5位となった。2021年、オーストリアのVC Tirolへ入団し1年間プレーした。2022年、SVS Post Schwechatへ移籍した。2022/23シーズンの試合中に怪我のため途中で離脱したが、治療とリハビリの末、2023/24シーズンの途中で試合復帰を果たす、オーストリア国内リーグで3位となった。2024年10月、韓国Vリーグの仁川興国生命ピンクスパイダーズからオファーを受けて入団を果たすと、2024/25シーズンのリーグ制覇に貢献した。2025/26シーズンも同チームとの契約を更新した。

### 代表チーム
アンダーカテゴリーの代表として2014年、U-18アジア選手権に出場した。2017年、U-23アジア選手権に出場した。

## 所属クラブ
- ポルク州立大学（2016-2018年）
- セントレオ大学（2018-2020年）
- VC Tirol（2021-2022年）
- SVS Post Schwechat（2022-2024年）
- 仁川興国生命ピンクスパイダーズ（2024年-）